# Aglutinación (lingüística)
En lingüística, la aglutinación es un cambio fonético basado en la combinación y unión de dos o más elementos fonéticos pertenecientes a diferentes morfemas, en un único elemento morfológico. Los idiomas que utilizan ampliamente la aglutinación se denominan lenguas aglutinantes. Las lenguas aglutinantes se suelen contraponer a las lenguas aislantes, en las que las palabras son monomorfémicas, y a las lenguas fusionantes, en las que las palabras pueden ser complejas, pero los morfemas pueden corresponder a múltiples rasgos.
La aglutinación es una característica notable de diversos idiomas, entre ellos el euskera. La conjugación de los verbos, por ejemplo, se realiza añadiendo diferentes prefijos o sufijos a la raíz del verbo: dakartzat, que significa "yo los traigo", está formado por «da» (indica presente), «kar» (raíz del verbo ekarri → traer), «tza» (indica plural) y «t» (indica sujeto, en este caso, "yo"). Otro ejemplo sería etxean ("en la casa"), donde «etxe» significa "casa". La aglutinación también existe en lenguas de origen latino como el francés: términos como aujourd'hui ("hoy") y alentour ("alrededor"), así como los topónimos Lille o Lorient son aglutinaciones; en el caso de los dos primeros sustantivos, ambos se tratan de la unión de «au jour d'hui» (literalmente, "a día de hoy" en español), y «à l'entour» ("al entorno"), y las dos ciudades francesas procede de la aglutinación de «l'isle» ("la isla") y «l'orient» ("el oriente"), respectivamente.
Cabe señalar que la aglutinación debe distinguirse de la contracción, proceso en el que dos sílabas consecutivas o elementos de una palabra se reducen a una sola, como por ejemplo la contracción de la preposición a y el artículo el para crear «al».